# UN Watch
UN Watch — неурядова організація (НУО) зі штаб-квартирою в Женеві, місія якої полягає в тому, щоб «спостерігати за діяльністю Організації Об’єднаних Націй відповідно до її власного статуту». Це акредитована НУО зі спеціальним консультативним статусом при Економічній і соціальній раді ООН і асоційована НУО при Департаменті громадської інформації ООН.